# Куруглиев, Камиль Магомедович
Ками́ль Магоме́дович Куругли́ев (5 марта 2005, Актау, Мангистауская область Казахстан) — казахстанский борец вольного стиля. Призёр чемпионата Казахстана.

## Спортивная карьера
Является воспитанником Мангистауской областной детско-юношеской спортивной школы олимпийского резерва (МОСДЮШОР) города Актау, занимался под руководством Романа Ахмедханова и Магомеда Куруглиева. В июле 2021 года в Будапеште стал бронзовым призёром Первенства мира среди кадетов. В середине июня 2022 года в Бишкеке, победив в финале иранца Эрфана Ализаде, стал победителем Первенства Азии среди юниоров U17. В конце июля 2022 года в Риме, одолев в финале Мусу Арсункаева из Венгрии со счётом 11:0, стал победителем первенства мира среди юниоров до 17 лет. В июле 2023 года в Аммане, победив соперников из Индии, Ирана и Узбекистана, победил на Первенстве Азии среди молодёжи U20. В начале февраля 2024 года в Астане стал бронзовым призёром чемпионата Казахстана. В середине марта 2024 года в Ереване победил на Международном турнире среди молодёжи U23 памяти заслуженного тренера Армении Лёвы Варданяна. 22 ноября 2024 года в Ереване, победив в финале иранца Шариати Ниа Даниал, стал чемпионом мира среди военнослужащих в весовой категории до 97 кг.

## Личная жизнь
Родился и вырос в городе Актау. По национальности — лезгин, в совершенстве владеет лезгинским языком. Является сыном известного казахстанского борца Магомеда Куруглиева, уроженца села Цнал Хивский район Дагестана, мать уроженка села Ашага-Стал Сулейман-Стальского района Дагестана, двоюродный брат: Даурен Куруглиев, также российский и греческий борец. В 2022 году поступил на юридический факультет Дагестанского государственного университета.

## Достижения
- Первенство мира по борьбе среди кадетов 2021 — ;
- Первенство Азии по борьбе среди юниоров U17 2022 — ;
- Первенство мира по борьбе среди юниоров U17 2022 — ;
- Первенство Азии по борьбе среди молодёжи U20 2023 — ;
- Чемпионат Казахстана по вольной борьбе 2024 — ;
- Чемпионат Азии по борьбе U20 2024 — ;
- Чемпионат мира по борьбе U20 2024 — ;
- Чемпионат мира среди военнослужащих 2024 — ;